# ماري أوهارا (مؤلفة)
ماري أوهارا (بالإنجليزية: Mary O'Hara)‏ (10 يوليو 1885 في الولايات المتحدة - 14 أكتوبر 1980 في الولايات المتحدة)؛ كاتِبة، سيناريست، ملحنة وروائية أمريكية.

## روابط خارجية
- ماري أوهارا على موقع IMDb (الإنجليزية)
- ماري أوهارا على موقع ألو سيني (الفرنسية)
- ماري أوهارا على موقع أول موفي (الإنجليزية)
- ماري أوهارا على موقع قاعدة بيانات الأفلام السويدية (السويدية)
- ماري أوهارا على موقع قاعدة بيانات الفيلم (الإنجليزية)
- ماري أوهارا على موقع كينوبويسك (الروسية)